# 音威子府站
音威子府站（日语：／ Otoineppu eki */?）是北海道旅客鐵道宗谷本線沿線的車站之一，位於日本北海道中川郡音威子府村境內。音威子府是宗谷本線沿線較重要的車站之一，因此行駛於該路線上的特急列車超級宗谷號也有在此停靠。音威子府本是地方鐵路線天北線與宗谷本線交會的轉車站，但天北線已於1989年5月1日起停駛廢線，廢線後沿線的交通運輸則改靠公路客運來擔負。

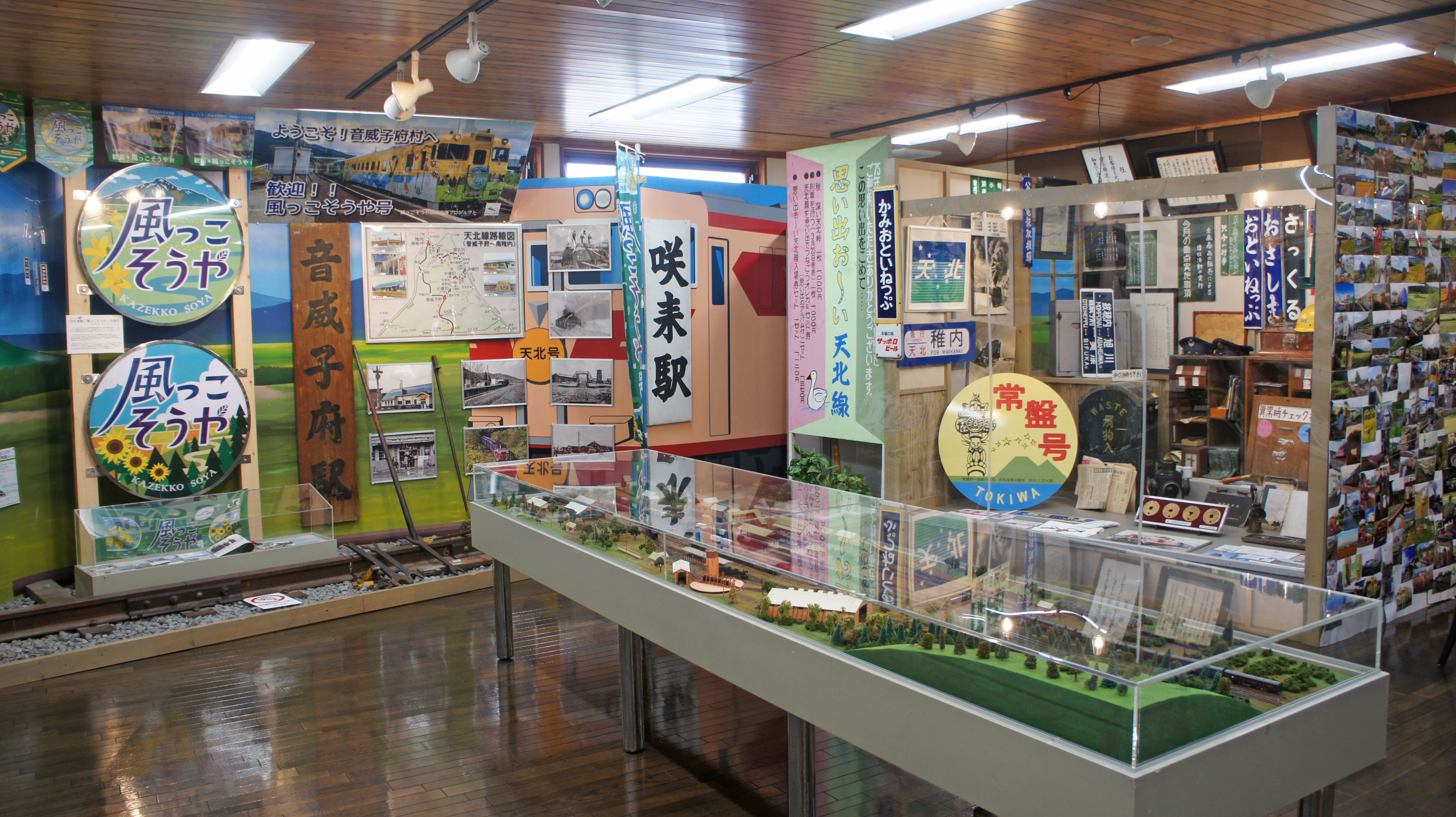
車站內的天北線資料室(2020年8月)

## 車站構造

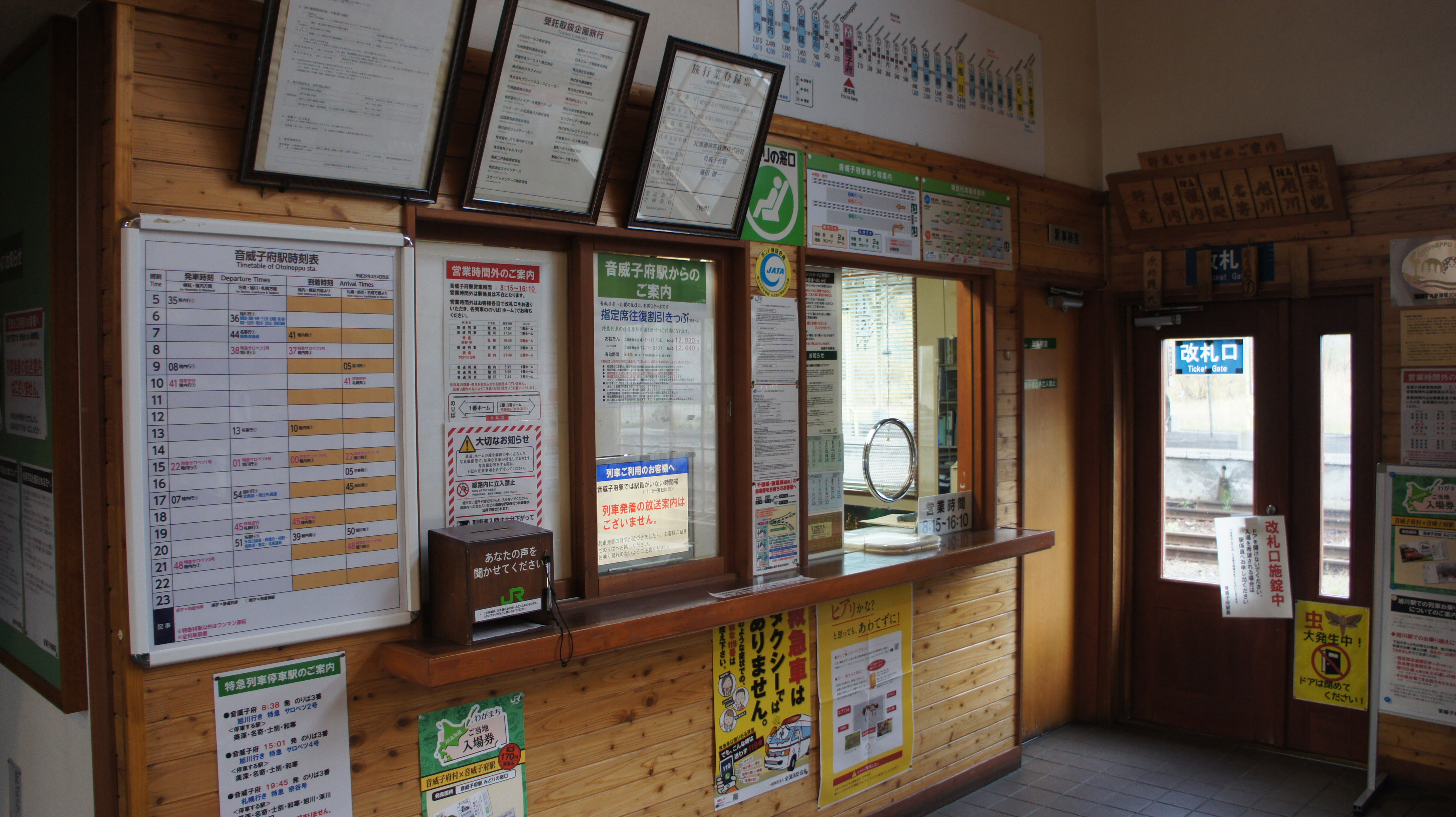
驗票口(2017年10月)

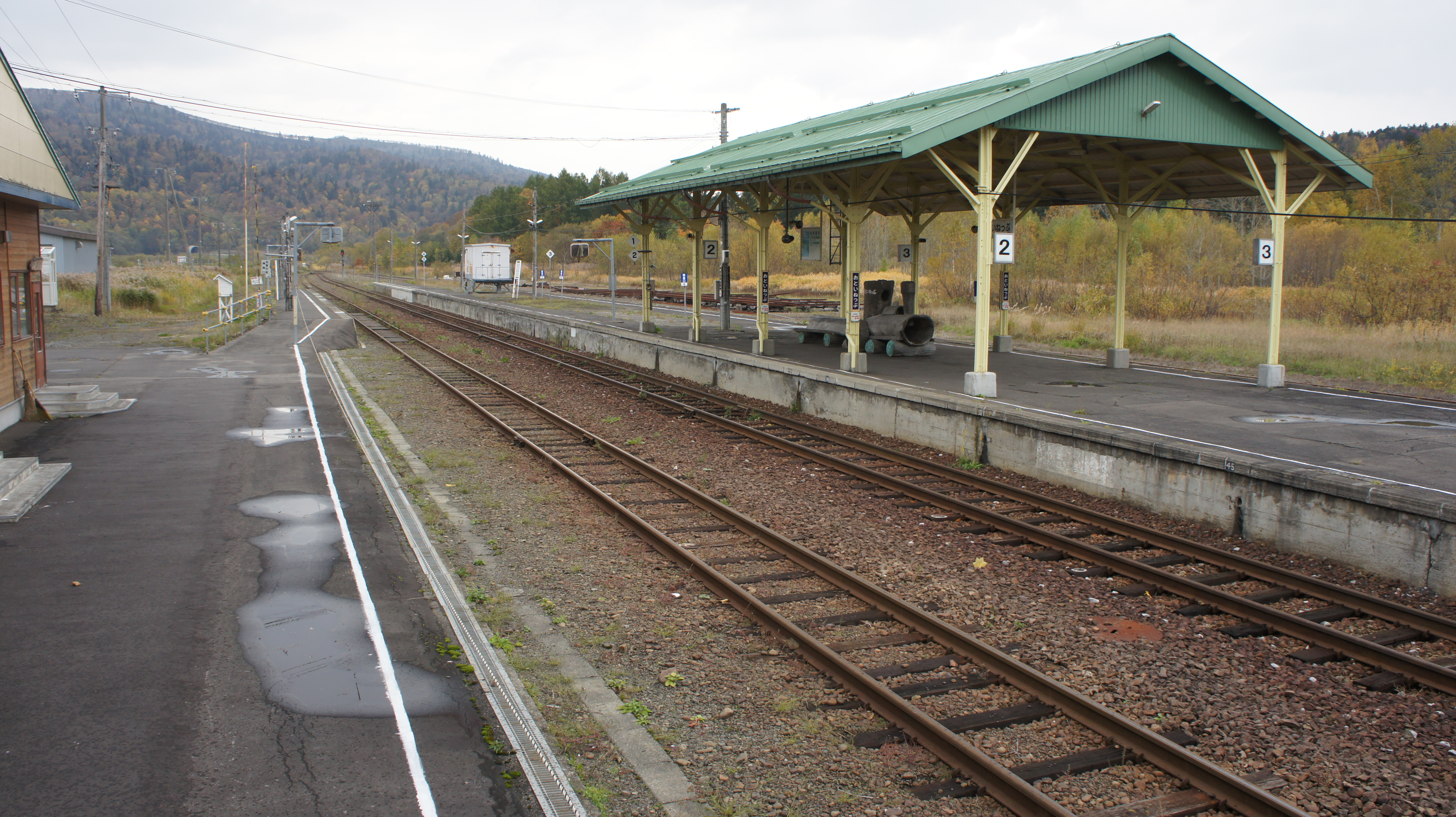
月台(2017年10月)

本站為由側式月台一面一線和島式月台一面兩線所成的複式月台車站，共兩面三線。側式月台有效長度較短，通常只停靠普通列車。本站有站員值班，未設自動售票機，但設有綠窗口，服務時間為8：15～16：10。站內設有宗谷巴士天北線售票處，站房兼做為巴士候車室。站內也設有天北線資料室，展示天北線營運時期的各種文物史料。

### 常盤軒荞麦面店
本站内曾經設有有名的荞麦面店「常盤軒」，但由於店主健康惡化因肺癌逝世，已於2021年2月8日閉店。
店内有音威子府村的特产「黑荞麦面」，在旅行者之间非常有名，在鐵道迷與蕎麥麵粉絲之間人氣相當穩固。車站位於人口將近700人的「北海道最小村落」，每天的平均乘客數平均不過才28人。然而，為了吃到常盤軒的蕎麥麵，開車或透過鐵道前來光顧的人們絡繹不絕，假日還曾賣出將近200份蕎麥麵。
这种荞麦面不仅是荞麦穀，连荞麦皮也一起磨碎成粉，最后做成通体乌黑，具有强烈风味的面条——「音威子府麵」，搭配以昆布和魚乾熬製的湯頭，烘托出蕎麥麵的獨特風味。

## 車站周邊
- 國道40號
- 國道275號
- 北海道道12號枝幸音威子府線（日语：北海道道12号枝幸音威子府線）
- 北海道道391號音威子府停車場線
- 音威子府路邊站（日语：道の駅おといねっぷ）
- 音威子府村役場
- 美深警署（日语：美深警察署）音威子府分所
- 音威子府郵局（日语：音威子府郵便局）
- 北星信用金庫（日语：北星信用金庫）音威子府分店
- 北搖農業協同組合（日语：北はるか農業協同組合）（JA北搖）音威子府分所
- 北海道音威子府美術工藝高等學校（日语：北海道おといねっぷ美術工芸高等学校）
- 音威子府村立音威子府中學
- 音威子府村立音威子府小學
- 幼兒中心
- 北海道大學中川研究林
- 音威富士滑雪場
- 高橋昭五郎雕刻之館
- 山村都市交流中心
- 原菓子鋪（音威子府特產「鮭魚味噌麵包」（鮭みそパン，一種鮭魚造型的味噌麵包）的販售店鋪）
- NPO法人eco音威子府工廠（生產音威子府羊羹、味噌，舊蜆殼石油油庫）
- 天鹽川

## 歷史
在昭和時代，本車站是連接天北線的轉線車站，並連接與南稚內車站之間的中頓別町、濱頓別町、猿拂村等地區。
- 1912年（大正元年）11月5日 - 以日本國有鐵道車站之姿啟用。
- 1914年（大正3年）11月7日 - 宗谷線（→宗谷本線→北見線→天北線）延長啟用。
- 1919年（大正8年）11月1日 - 設置名寄車庫音威子府分庫。
- 1921年（大正10年）
  - 不詳 - 設置鐵路天橋。
  - 10月5日 - 名寄車庫音威子府分庫升格為音威子府車庫。
- 1922年（大正11年）11月8日 - 天鹽線（→天鹽南線→天鹽線→宗谷本線）啟用。
- 1930年（昭和5年）5月16日 - 音威子府車庫降格為名寄車庫音威子府分庫。
- 1970年（昭和45年）10月 - 木片工廠完工，並舖設木片儲存倉專用線。
- 1971年（昭和46年）12月1日 - 蜆殼石油油庫興建完成並開始使用專用線。
- 1978年（昭和53年）6月30日 - 廢除名寄車庫音威子府分區。
- 1984年（昭和59年）2月1日 - 廢止貨物裝卸，取消行李處理。
  - 而蜆殼石油油庫亦在停止貨物裝卸後關閉。
- 1987年（昭和62年）4月1日 - 國鐵分割民營化，車站劃歸由JR北海道繼承。
- 1989年（平成元年）5月1日 - 天北線廢線。
- 1990年（平成2年）5月1日：由音威子府村方面新建站房。

## 巴士路線
- 宗谷巴士（日语：宗谷バス）
  - 天北線：濱頓別、鬼志別方向。
  - 特急枝幸號
    - 枝幸總站方向（與道北巴士（日语：道北バス）共同經營）
    - 札幌市大通商務中心方向
    - 旭川站前（與道北巴士共同經營）

  - 特急天北號
    - 鬼志別方向
    - 旭川站方向
- 音威子府村
  - 天鹽川溫泉（日语：天塩川温泉）方向

## 相鄰車站
北海道旅客鐵道（JR北海道）
■宗谷本線
- 特急「宗谷」、「佐呂別」

美深（W54）－音威子府（W61）－天鹽中川（W64）
- 普通

咲來（W60）－音威子府（W61）－筬島（W62）

### 曾經存在的路線
北海道旅客鐵道（JR北海道）
天北線
音威子府－上音威子府

## 外部連結
- （日語）JR北海道 – 音威子府站 （页面存档备份，存于）
- （日語）全驛參觀之旅 （页面存档备份，存于）